# D1085 (Hautes-Alpes)
De D1085 is een departementale weg in het Franse departement Hautes-Alpes. De weg loopt van La Saulce, ten zuiden van Gap naar de grens met Alpes-de-Haute-Provence. In Alpes-de-Haute-Provence loopt de weg verder als D4085 naar Sisteron en Cannes.

## Geschiedenis
Oorspronkelijk was de D1085 onderdeel van de N85. In 2006 werd de weg overgedragen aan het departement Hautes-Alpes, omdat de weg geen belang meer had voor het doorgaande verkeer vanwege de parallelle autosnelweg A51. De weg is toen omgenummerd tot D1085.